# Альберти, Рафаэль

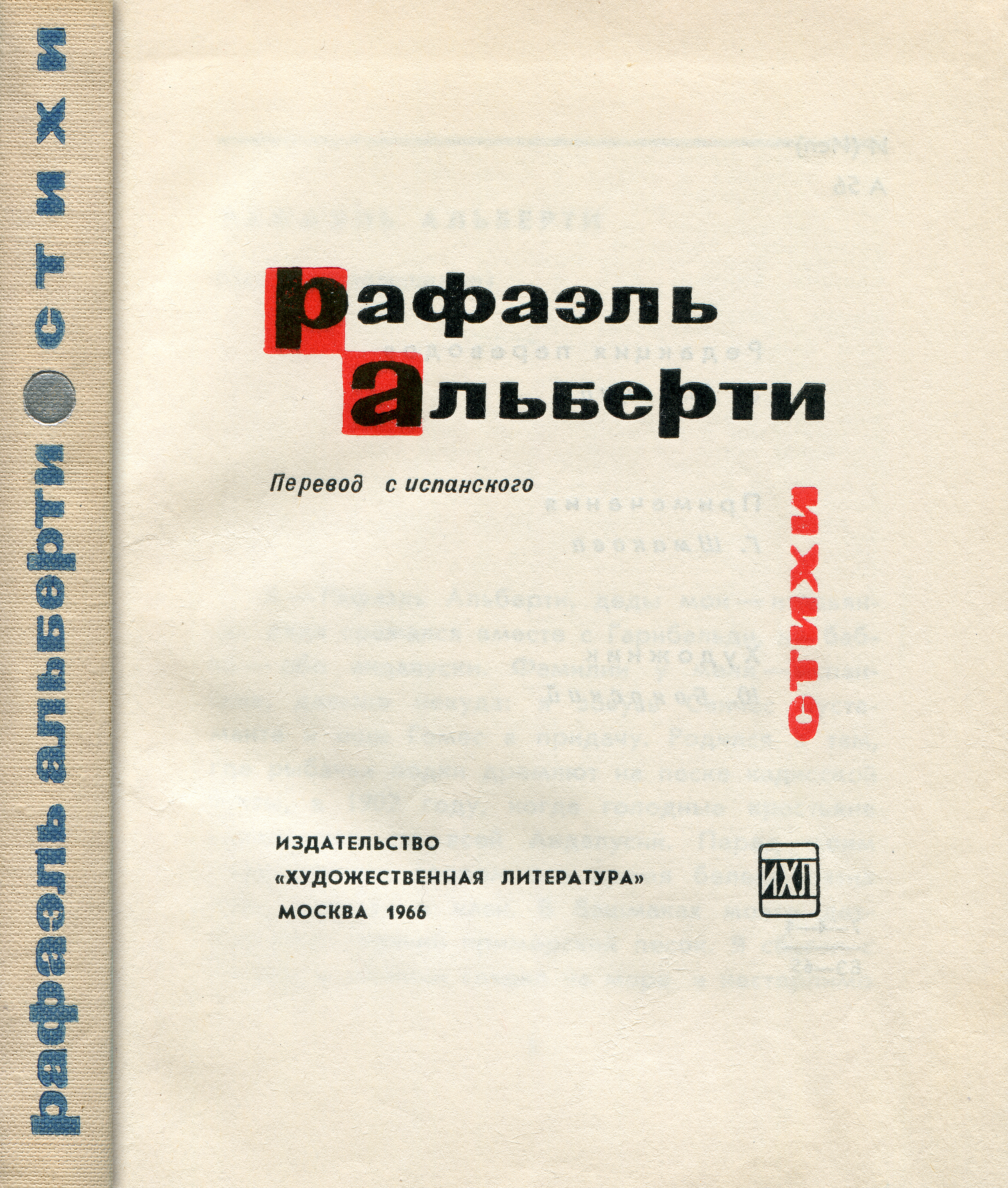
Стихи Рафаэля Альберти. 1966 год, издательство «Художественная литература»

Рафаэ́ль Альбе́рти (исп. Rafael Alberti; 16 декабря 1902[…], Эль-Пуэрто-де-Санта-Мария[…] — 28 октября 1999[…], Эль-Пуэрто-де-Санта-Мария или Кадис, Андалусия) — испанский поэт и драматург XX века, лауреат Международной Ленинской премии «За укрепление мира между народами» (1965).

## Биография
Родился в Пуэрто-де-Санта-Мария. Когда ему исполнилось 15 лет, семья переехала в Мадрид.
Альберти в молодости начинал как художник (в 1922 году состоялась его персональная выставка). Позже обратился к поэзии. Первая книга стихов — «Моряк на суше», появилась в 1924 году. В 1925 году молодой поэт был удостоен Национальной премии по литературе. В эти годы Р. Альберти создал произведения, близкие по духу авангарду и сюрреализму. В 1927 году стал одним из основателей литературного движения Поколение 27 года.
В 1931 году Р. Альберти вступил в Коммунистическую партию Испании. В 1934 году, вместе с женой Марией Тересой Леон, присутствовал в Москве в качестве гостя на Первом съезде советских писателей. В годы Гражданской войны в Испании в 1936—1939 годах писал о борьбе с фашизмом. После поражения Республики эмигрировал, сначала жил во Франции (1939—1940), а затем, до 1977 года — в Аргентине и Италии. В 1977 году, после смерти Франко, возвратился из политэмиграции на родину. Вскоре после возвращения был избран депутатом от Кадиса, представляя коммунистов. В 1981 году был удостоен Национальной театральной премии, в 1983 году — премии Сервантеса. В 1995 году ему было присвоено звание почётного доктора университета Валенсии.
Альберти всю свою жизнь был большим другом России и Советского Союза. Поэт трижды приезжал в СССР — в 1932, 1934 и в 1964 годах. В 1965 году ему была присвоена Международная Ленинская премия «За укрепление мира между народами».
В 1981 году удостоен Международной премии имени Христо Ботева.

## Библиография

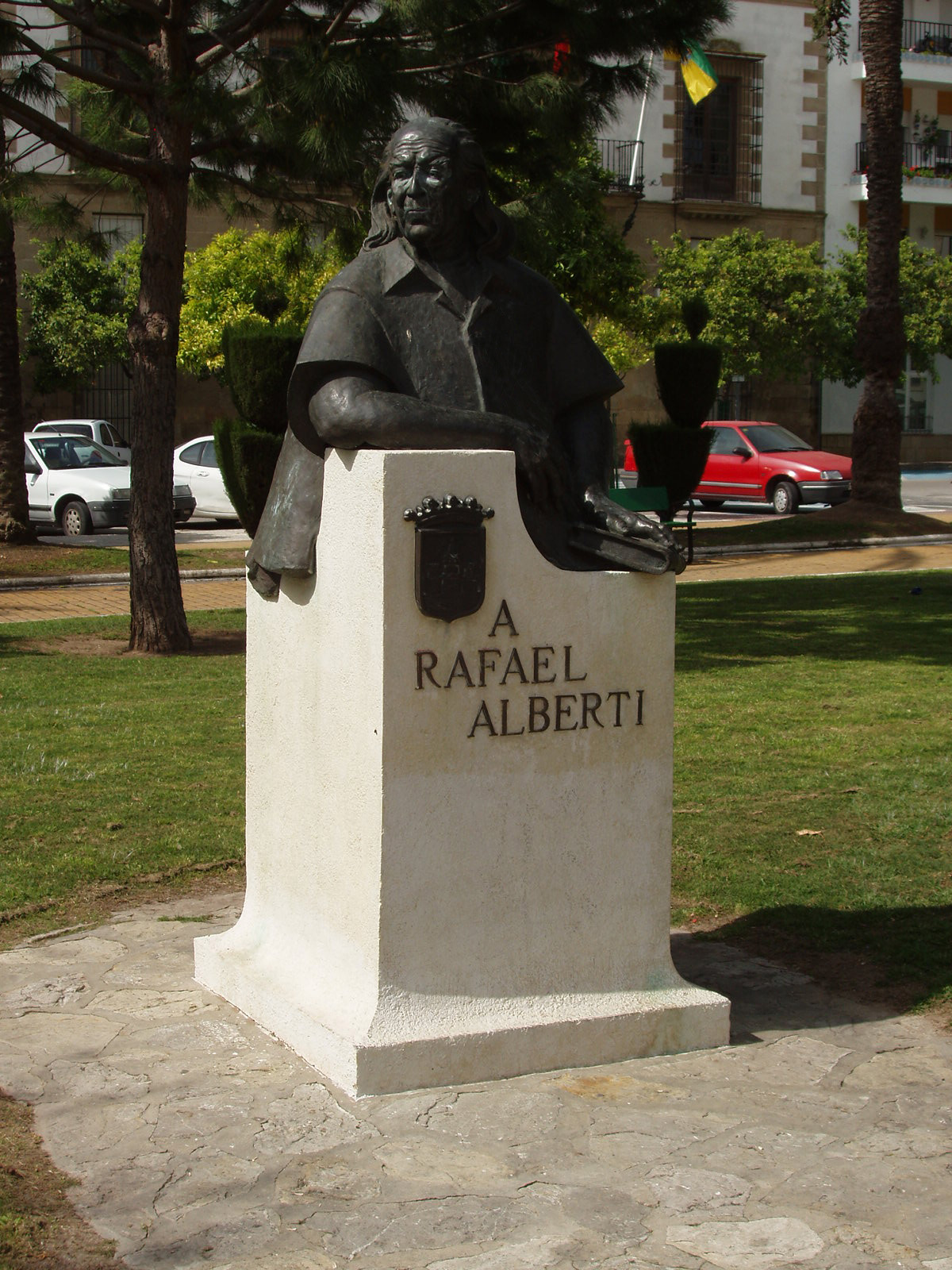
Памятник поэту